# Armoriale dei comuni della provincia di Modena

Stemma della Provincia di Modena

Questa pagina contiene le armi (stemmi e blasonature) dei comuni della provincia di Modena.
| Stemma                                                                                        | Comune e blasonatura | Gonfalone e bandiera                     |
| --------------------------------------------------------------------------------------------- | --- | ---------------------------------------- |
|                                                                                               | Bastiglia D'argento, al castello con la torre merlata, sulla pianura erbosa, al naturale; ornamenti esteriori da Comune. Riconoscimento stemma con DCG del 12 febbraio 1933 Gonfalone: drappo partito di rosso e di bianco… |                                          |
|                                                                                               | Bomporto D'argento al porto, con faro appoggiato a dighe e fondato nel confluente Naviglio e del Panaro, il tutto al naturale; col capo d'azzurro carico di un grappino di tre marre, legato, il tutto d'argento. Gonfalone: Drappo di azzurro… |                                          |
|                                                                                               | Campogalliano D'argento, alla selva (di cinque alberi) nodrita dalla pianura erbosa, il tutto al naturale; con capo d'azzurro, alla stella a sette raggi d'oro, fiancheggiato da due rami di palma decussati e legati sotto la punta e timbrato da una corona di Comune di II classe. Concessione stemma con R.D. del 16 maggio 1862 Gonfalone: Drappo di azzurro… Concessione gonfalone con R.D. del 27 novembre 1933 |                                          |
| Stemma concesso nel 1868 Versione dello stemma non rispondente al blasone ma usata dal comune | Camposanto Scudo d'argento, alla croce patente, scorciata, aguzzata, e scanalata in triangolo curvilineo a cuspidi pomettati, il tutto di nero; col capo di rosso carico di una spada e di una scimitarra ambe d'argento, manicate d'oro, decussate con le punte in alto, la spada in banda, la scimitarra in sbarra; lo scudo accostato da due rami di palma di verde decussati sotto la punta e legati d'azzurro, e cimato da una corona formata da un cerchio di muro d'oro aperto da quattro porte e merlato di cinque pezzi dello stesso, uniti da muricciuoli d'argento Concessione stemma con R.D. del 23 agosto 1868 Gonfalone: Drappo di azzurro… Concessione gonfalone con R.D. del 19 febbraio 1934, LL. PP. del 21 febbraio 1935                                                                              |                                          |
|                                                                                               | Carpi D'argento su un carpine sradicato e sormontato da un falco ad ali aperte, il tutto al naturale. Concessione stemma con R.D. del 14 marzo 1926 Gonfalone: Drappo d'argento a due fasce di rosso… |                                          |
|                                                                                               | Castelfranco Emilia Rocca merlata di tre pezzi alla ghibellina su fondo azzurro e finestrata del campo, terrazzata di verde, accompagnata in capo da una fascia arcuata d'argento, carica di tre gigli d'oro in caselle partite d'oro. Concessione stemma con D.C.G. del 3 ottobre 1932 Gonfalone: Drappo partito di bianco e di giallo… |                                          |
|                                                                                               | Castelnuovo Rangone Di azzurro, alla croce diminuita d'argento, in capo un lambello d'oro. Drappo d'azzurro… |                                          |
|                                                                                               | Castelvetro di Modena D'argento, a tre torri al naturale, la mediana più alta, merlate alla guelfa, e fondate sulla pianura di verde; sormontate da una fascia e palo sopra, entrambi di azzurro e gheronati da un filetto d'argento. Concessione stemma con D.C.G. del 18 novembre 1934 Gonfalone: Drappo d'azzurro… |                                          |
| Versione dello stemma non rispondente al blasone ma usata dal comune                          | Cavezzo D'argento, al colle al naturale sorgente da una palude e sostenente una colonna, posta su un basamento quadrato, bugnato, di pietra. Lo scudo sarà sormontato dalla speciale corona di Comune. Concessione stemma con R.D. del 13 agosto 1923, RR.LL.PP. del 27 aprile 1924 Gonfalone: Drappo d'azzurro… Concessione gonfalone con R.D. dell'8 settembre 1927, RR.LL.PP. dell'8 marzo 1928 |                                          |
|                                                                                               | Concordia sulla Secchia Fasciato di otto pezzi d'azzurro e d'argento, al leone di rosso attraversante. Riconoscimento stemma con DPCM del 16 gennaio 1956 Gonfalone: Drappo partito di azzurro e di bianco… Concessione gonfalone con DPR del 19 aprile 1956 |                                          |
|                                                                                               | Fanano D'azzurro, alla fascia d'argento, al leone d'oro, rampante, voltato a destra, brandente colle zampe anteriori un'asta terminante in una banderuola, biforcata, che reca la scritta FIDES… circondato da due rami di quercia e d'alloro, annodati da un nastro dai colori nazionali. Riconoscimento stemma con DCG del 5 settembre 1935 Drappo di colore azzurro riccamente ornato di ricami d'argento e caricato dello stemma del Comune con l'iscrizione centrata in argento COMUNE DI FANANO. Concessione gonfalone con decreto del re Vittorio Emanuele III del 10 dicembre 1942 | Gonfalone secondo decreto di concessione |
|                                                                                               | Finale Emilia Campo di cielo, al castello al naturale torricellato di tre pezzi, il mediano più elevato, aperto e finestrato di nero, nascente da uno specchio d'acqua al naturale caricato di un'oca di bianco nuotante. Concessione stemma con D.P.R. del 10 giugno 1964 Gonfalone: Drappo tagliato di bianco e di azzurro… |                                          |
|                                                                                               | Fiorano Modenese D'argento, alla banda abbassata e diminuita, di rosso, caricata dalla scritta, in lettere maiuscole d'oro, poste in sbarra, FLOS FRUGI, essa banda sostenente i tre colli all'italiana di verde, uniti, il colle centrale più alto, ornati da due gambi di rosa, di verde, ognuno fogliato di due dello stesso e fiorito di tre di rosso, il gambo a destra posto in banda centrata e nodrito nell'avvallamento tra il primo e il secondo colle, quello a sinistra in sbarra centrata e nodrito nell'avvallamento tra il secondo e il terzo colle; il tutto accompagnato da simili tre colli, fondati in punta, muniti di simili gambi ugualmente fogliati e fioriti. Ornamenti esteriori da Comune. Gonfalone: Drappo partito di bianco e di rosso… Concessione gonfalone con D.P.R. del 23 aprile 2004 |                                          |
|                                                                                               | Fiumalbo D'argento, al castello aperto e finestrato di rosso, torricellato di tre pezzi, il centrale più alto e con copertura a cuspide, i laterali merlati di tre alla ghibellina, fondato su terreno roccioso al naturale. Ornamenti esteriori da Comune. DPCM 27 gennaio 1959 Gonfalone: Drappo partito di rosso e di bianco… DPR 12 marzo 1959 |                                          |
|                                                                                               | Formigine D'azzurro, alla quercia sradicata al naturale. Concessione stemma con DM del 5 novembre 1929 Gonfalone: Drappo di azzurro bordato di verde… RD 10 maggio 1925 |                                          |
|                                                                                               | Frassinoro D'azzurro, al frassino d'oro movente da un monte di tre colli [all'italiana] di verde. Ornamenti esteriori di Comune. Gonfalone: Drappo partito di giallo e di azzurro… |                                          |
|                                                                                               | Guiglia D'oro, all'aquila con il volo abbassato, al naturale, allumata e linguata di rosso. Ornamenti esteriori da Comune. Gonfalone: Drappo partito di giallo e di rosso… |                                          |
|                                                                                               | Lama Mocogno 'D'oro, al monte scosceso, cimato da un castello e fiancheggiato da una torre, merlato alla guelfa, infiammato al tetto, con una lama ascendente sul lembo sinistro del monte, il tutto al naturale. Lo scudo sarà sormontato da un cerchio di muro d'oro, aperto di quattro porte, sormontato da otto merli dello stesso, uniti da muriccioli d'argento. Concessione stemma con R.D. del 9 agosto 1901 Gonfalone: drappo partito di rosso e di giallo… |                                          |
|                                                                                               | Maranello D'argento, all'albero di pero fruttato al naturale, nodrito su pianura di verde, alla vite fruttifera di nero accollata all'albero. Gonfalone: Drappo di rosso… |                                          |
|                                                                                               | Marano sul Panaro d'azzurro, al castagno, con la vite abbarbicata, a due grappoli pendenti ai lati, fondato sulla pianura erbosa, il tutto al naturale; al capo abbassato d'argento, caricato dello scudo sabaudo, accostato da due arabeschi divergenti di verde. Gonfalone: Drappo di azzurro… |                                          |
|                                                                                               | Medolla D'azzurro al torrazzo fondato sulla motta al naturale. Gonfalone: Drappo di azzurro… |                                          |
| Stemma nella versione sannitica Stemma nella versione gotica                                  | Mirandola D'azzurro, bordato di nero, allo scaglione d'oro. Gonfalone: drappo di giallo… |                                          |
|                                                                                               | Modena D'oro, alla croce d'azzurro accollato da due trivelle di ferro e oro in croce di Sant'Andrea, sormontato da una corona aurea ducale tempestata di gemme sostenente nove fioroni d'oro, cinque visibili, caricato ciascuno di una perla nel cuore. Motto "Avia Pervia" Concessione stemma e gonfalone con D.R. del 27 novembre 1934 Gonfalone: Drappo d'azzurro… |                                          |
|                                                                                               | Montecreto D'azzurro, a tre torri in raffigurazione naturalistica, ognuna munita di tre merli alla guelfa, chiuse e finestrate di nero, quella di mezzo più alta, fondate sul crinale di un poggio erboso al naturale, movente dalla punta; l'insieme sormontato da una fascia ristretta ed alzata di rosso Gonfalone: drappo partito di rosso e di bianco… |                                          |
|                                                                                               | Montefiorino D'azzurro a tre fiori bianchi moventi da un monte di quattro colli al naturale Gonfalone: Drappo di rosso… |                                          |
| Altra versione dello stemma                                                                   | Montese d'azzurro all'aquila di nero, armata membrata e rostrata d'oro, col volo spiegato, poggiante su un monte all'italiana di tre cime di verde uscente da un fiume al naturale D.C.G. del 25 maggio 1942 Gonfalone: drappo di azzurro… |                                          |
|                                                                                               | Nonantola D'argento al libro di nero, chiuso, la testa inferiore ed il davanti di rosso, sormontato da una mitra al naturale [abbaziale, bianca, con fregi dorati], caricata di due bastoni pastorali d'oro affrontati, decussati ed attraversanti anche sul campo; ed accompagnato dalle sillabe NO NA TU LA in lettere maiuscole romane di rosso ordinate in rombo, la prima e la terza nei fianchi destro e sinistro rispettivamente, la seconda sormontata da un segno di abbreviazione in capo, l'ultima in punta Gonfalone: drappo di azzurro… |                                          |
|                                                                                               | Novi di Modena Lo stemma riporta al suo interno 9 tinte: il giallo, il verde, l'arancione, il blu, il rosso, il bianco, il viola, il nero ed il rosa Gonfalone: "Drappo di rosso…" |                                          |
|                                                                                               | Palagano D'argento, all'albero di castagno al naturale nascente da un monte di verde, caricato di sette castagne d'oro e accostato nel canton destro del capo da un'ape pure d'oro dal volo spiegato. Ornamenti esteriori da Comune Gonfalone: drappo partito di verde e di bianco… |                                          |
|                                                                                               | Pavullo nel Frignano D'azzurro all'aquila nera imperiale a volo abbassato su un monte di tre cime verde la seconda e la terza parzialmente nascoste Gonfalone: Drappo di azzurro… |                                          |
|                                                                                               | Pievepelago Di cielo, a tre pioppi al naturale, sormontati da tre stelle d'oro (6) e radicati alla sommità di un trimonte al naturale, sorgente da una riviera ondata d'argento D.P.R. n. 2062 del 9 luglio 1976 Gonfalone: Drappo troncato di giallo e di rosso… |                                          |
|                                                                                               | Polinago Gonfalone: Drappo partito di giallo e di azzurro… |                                          |
|                                                                                               | Prignano sulla Secchia D'argento, al bufalo alato in atto di avventarsi, al naturale, su un ristretto di verde Concessione stemma con D.C.G. del 17 ottobre 1932 Gonfalone: Drappo partito di bianco e di verde… |                                          |
|                                                                                               | Ravarino D'argento, al castello al naturale, aperto e finestrato del campo, murato di nero Concessione stemma con D.C.G. del 9 novembre 1933 Gonfalone: Drappo d'azzurro… |                                          |
|                                                                                               | Riolunato D'azzurro, alla torre merlata alla ghibellina sormontata da un gallo al naturale, il tutto fondato su un ristretto di verde. D.C.G. 25 febbraio 1936 Gonfalone: Drappo di azzurro… R.D. del 5 settembre 1942 |                                          |
|                                                                                               | San Cesario sul Panaro D'argento al castello di rosso, colla torre a sinistra diroccata da sinistra, ed un leone, al naturale, colla testa in maestà, accasciato sovra il muro di unione delle torri, questo pure diroccato a sinistra; il castello fondato sulla campagna erbosa al naturale, caricata a destra d'un fiume d'argento fluttuoso d'azzurro, scorrente in banda: corona murale di un cerchio d'oro, merlato di cinque pezzi uniti da muriccioli, il tutto in argento Concessione stemma con R.D. del 23 marzo 1862 Gonfalone: Drappo troncato di verde e di rosso… |                                          |
| Stemma in versione sannitica                                                                  | San Felice sul Panaro D'azzurro, al castello in raffigurazione naturalistica, chiuso di nero, fondato di verde, munito di un mastio difeso da tre merli alla ghibellina e svettante fra le due torricelle, ognuna sostenente un'aquila dal volo spiegato d'oro Gonfalone: Blu e giallo in bande orizzontali. Lo stemma campeggia in campo blu; la scritta "San Felice sul Panaro" campeggia in campo giallo |                                          |
|                                                                                               | San Possidonio Inquartato, d'oro bordato di azzurro: il PRIMO all'alveare di rosso su base di legno al naturale con alla sinistra quattro api male ordinate, il SECONDO all'incudine su base di legno al naturale con alla destra zappa e vanga decussate in punta la prima parzialmente nascosta, al TERZO al torchio al naturale al QUARTO alla squadra di legno con filo a piombo. Un ramo di quercia e uno di ulivo fruttati, in decusse, legati da un nastro d'azzurro. Lo scudo è timbrato dalla corona regolamentare di Comune Italiano, dalla quale emerge un caduceo Gonfalone: Drappo di azzurro… R.D. del 14 novembre 1935 |                                          |
|                                                                                               | San Prospero Troncato di rosso e d'argento: nel primo alla stella d'argento di cinque punte, nel secondo alle tre spighe di grano d'oro disposte a ventaglio Gonfalone: drappo partito di bianco e di rosso… |                                          |
|                                                                                               | Sassuolo Tre monti in campo rosso, su piano d'acqua ondoso, con due narcisi sporgenti e volti in fuori fra il monte mediano più alto e i due laterali; scudo sormontato da corona nobiliare, tutto fregiato intorno, con fascia a nastro in basso, portante il motto "SIC EX MURICE GEMMAE" Gonfalone: drappo di azzurro… |                                          |
| Stemma talvolta in uso ma non rispondente al blasone Stemma presente sull'edificio comunale   | Savignano sul Panaro D'argento al mastio di rosso, aperto del campo, fondato sulla campagna erbosa al naturale e torricellato di tre pezzi, quello di mezzo più alto, merlati [alla ghibellina] di tre pezzi quelli laterali e l'altro di cinque R.D. del 23 febbraio 1862 Gonfalone: drappo di azzurro… |                                          |
|                                                                                               | Serramazzoni Di argento, al torrione quadrato, di rosso, terminante con una garitta dello stesso colore, merlato alla guelfa, aperto e poggiato sulla vetta di un monte, di verde, di tre cime all'italiana. Gonfalone: Drappo d'azzurro… |                                          |
|                                                                                               | Sestola Gonfalone: drappo di verde con la bordatura di azzurro… |                                          |
|                                                                                               | Soliera D'azzurro, al sole d'oro figurato. Ornamenti esteriori di città. Concessione stemma con R.D. del 23 febbraio 1862 Gonfalone: Drappo di giallo, caricato dallo stemma civico; sopra la corona la scritta recante la denominazione della Città. L'asta sarà ornata dalla cravatta con nastri tricolorati dai colori nazionali frangiati d'oro |                                          |
|                                                                                               | Spilamberto D'argento al biancospino di cinque rami, gemmato al naturale, sradicato, con cinque radici. Corona murale di un cerchio d'oro merlato di cinque pezzi, uniti da muriccioli il tutto in argento R.D. del 5 ottobre 1862 Gonfalone: Partito di bianco e di verde… R.D. del 23 luglio 1937 |                                          |
|                                                                                               | Vignola Di rosso, al tronco secco di gelso, con due rami recisi, d'oro, nutrito nella campagna diminuita, di verde, con la vite al naturale, nutrita a destra, accollante in quattro spire il tronco di gelso, pampinosa di quattro, di verde, un pampino a destra, due a sinistra, il quarto centrale in campo, fruttata di tre, d'oro, un grappolo d'uva a destra, gli altri due a sinistra Gonfalone: Drappo di giallo… |                                          |
|                                                                                               | Zocca Fenice rinascente, con il motto "Post fata resurgo" Gonfalone: drappo partito di giallo e di azzurro… |                                          |